# Внешняя политика Мали
Внешняя политика Мали — общий курс Мали в международных делах. Внешняя политика регулирует отношения Мали с другими государствами. Реализацией этой политики занимается министерство иностранных дел Мали.

## История
После обретения независимости в 1960 году Мали сначала пошла по социалистическому пути и была идеологически связана с коммунистическим блоком. Внешнеполитическая ориентация Мали с течением времени становилась всё более прагматичной и прозападной. С момента установления демократической формы правления в 1992 году отношения Мали со странами западного мира в целом и США в частности значительно улучшились. Отношения между США и Мали характеризуются Государственным департаментом США как «отличные и развивающиеся», особенно с учетом недавних достижений Мали в обеспечении демократической стабильности в неспокойном регионе Западной Африки и поддержке войны с терроризмом. Сообщается, что Мали является одним из крупнейших получателей американской помощи в Африке.
Мали активно участвует в региональных организациях, в том числе входит в Африканский союз. Работа по установлению контроля и разрешению региональных конфликтов, таких как в Кот-д’Ивуаре, Либерии и Сьерра-Леоне, является одной из главных целей внешней политики Мали. Правительство Мали чувствует угрозу распространения конфликтов из соседних государств, и отношения с ними зачастую непростые. Общая нестабильность вдоль границ на севере, включая трансграничный бандитизм и терроризм, по-прежнему вызывает беспокойство в данном регионе.
Хотя Азавад, регион, охватывающий обширный север Мали, был провозглашен независимым в апреле 2012 года повстанцами-туарегами, Мали не признала это государство. Как следствие разрастания Туарегского восстания Великобритания закрыла свое посольство в Бамако, ЭКОВАС объявило эмбарго против Мали с целью сокращения поставок нефти, были закрыты активы Мали в банке ЭКОВАС и подготовлены международные миротворческие подразделения численностью 3000 военнослужащих. Франция заявила, что окажет содействие миротворческим войскам в Мали.
5 августа правительство Мали в связи с поддержкой украинскими властями туарегов, атаковавших вооруженные силы страны объявило о немедленном разрыве дипломатических отношений с Киевом. Поддержку Украины Мали, согласно заявлению МИД, будет рассматривать как поддержку международного терроризма.